# Pollution

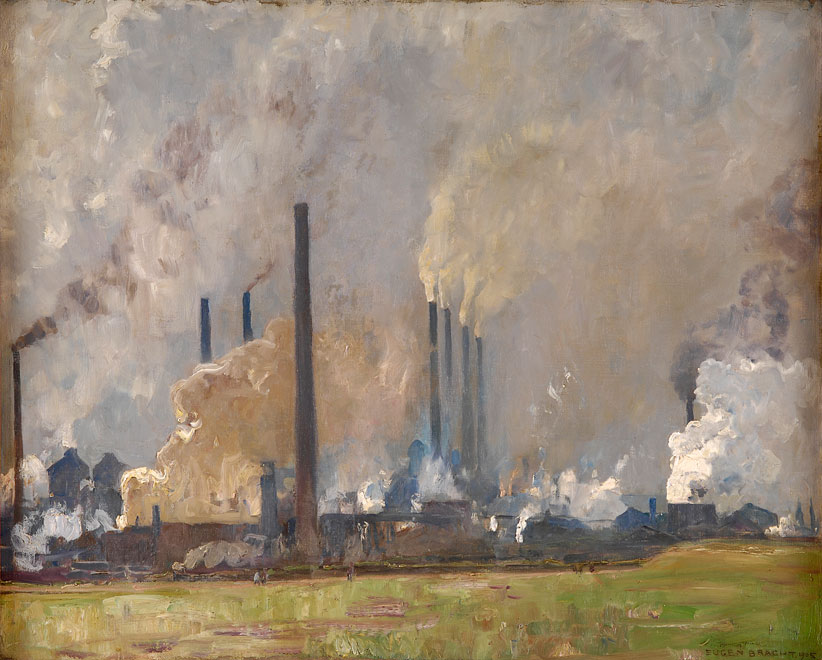
Les premières grandes pollutions semblent avoir été induites par la révolution industrielle, permise par les machines à vapeur et le charbon. Cheminées industrielles, par Eugen Bracht (1842–1921), tableau daté de 1905.

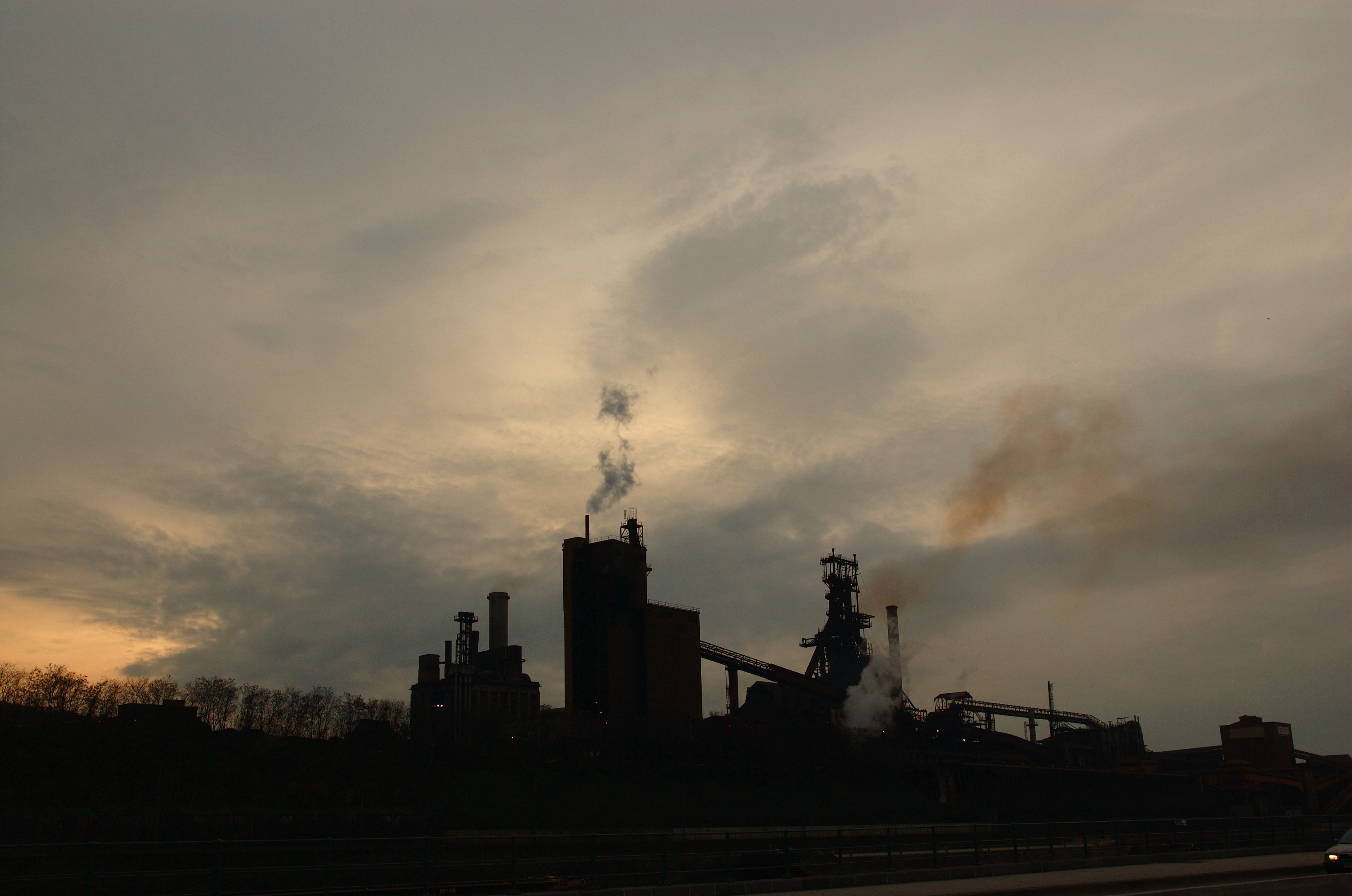
Fumées industrielles généralement chargées de résidus de combustion.

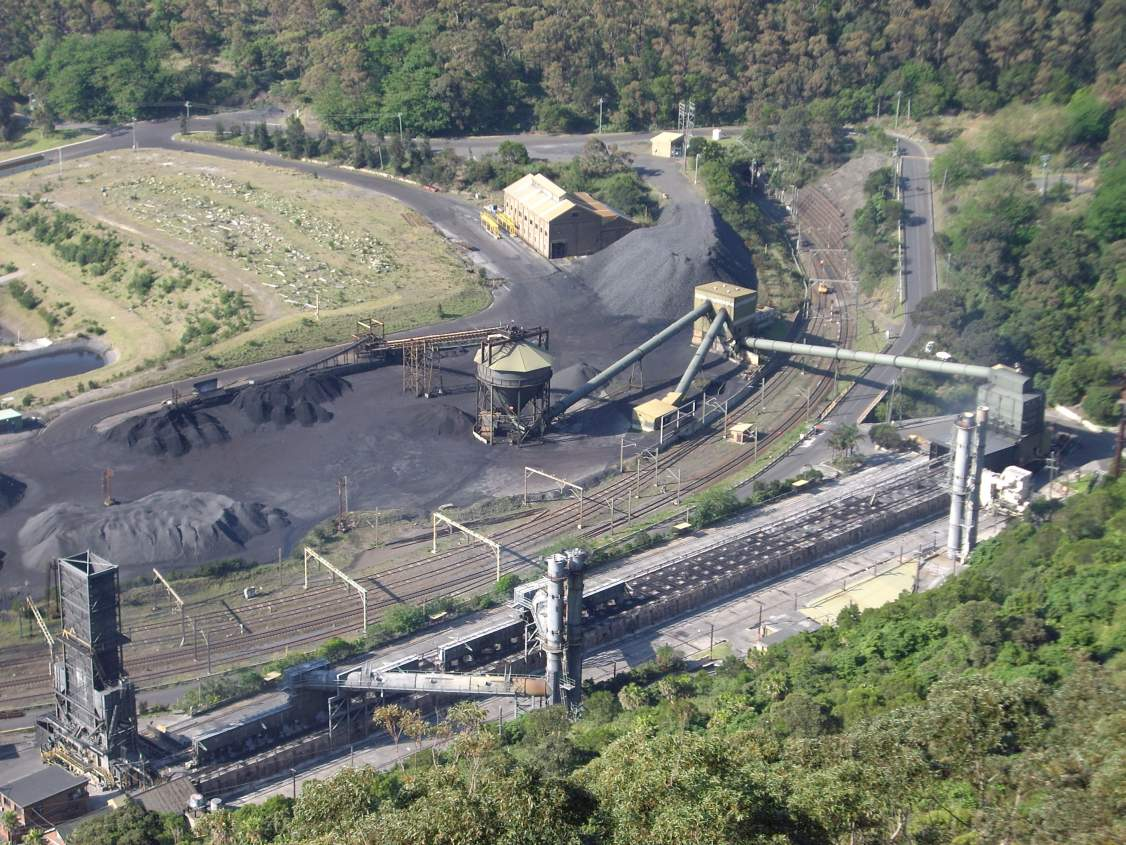
Centrale à charbon en Australie. La combustion du charbon produit du dioxyde de carbone, ainsi que des quantités variables de dioxyde de soufre.

La pollution est la destruction ou dégradation d'un écosystème ou de la biosphère par l'introduction, généralement humaine, d'entités (physiques, chimiques ou biologiques), ou de radiations altérant le fonctionnement de cet écosystème. La pollution a des effets importants sur la santé et la biosphère, comme en témoigne l'exposition aux polluants et le réchauffement climatique qui transforme le climat de la Terre et son écosystème, en entraînant l'apparition de maladies inconnues jusqu'alors dans certaines zones géographiques, des migrations de certaines espèces, voire leur extinction si elles ne peuvent s'adapter à leur nouvel environnement biophysique.
La Seconde Guerre mondiale est suivie d'une prise de conscience des répercussions des activités humaines sur l'environnement et la santé, parallèlement à l'approfondissement de l'écologisme et de l'écologie théorisée dès 1886 par Ernst Haeckel. Les préoccupations de santé-environnementale conduisent les gouvernements à prendre des mesures pour limiter l'empreinte écologique des populations humaines et pour contrer des activités humaines contaminantes.
En 2012 selon l'OMS, plus de 7 millions de personnes sont mortes prématurément à cause de la pollution de l'air (extérieur et domestique) ; l'Asie et le Pacifique étant les régions les plus touchées.
En 2017, la revue The Lancet a estimé qu'au moins 9 millions de personnes sont prématurément mortes en 2015 à cause de la pollution (soit une mort « prématurée », c'est-à-dire avant 65 ans, sur six)

## Notion de pollution

Signalisation de produit polluant (selon le système général harmonisé de classification et d'étiquetage des produits chimiques).

Pollution vient du latin polluere (luo, « baigner », avec le préfixe por-) qui signifie « souiller en mouillant », « salir » et surtout « profaner ».
Avant de signifier une atteinte aux écosystèmes, le terme de pollution désignait dans le christianisme la profanation d'un objet ou d'une demeure sacrée. Selon les universitaires François Jarrige et Thomas Le Roux, c'est en Grande-Bretagne que « le mot pollution apparaît dans le sens contemporain que nous lui connaissons : dans la sphère juridique, il est employé, semble-t-il pour la première fois en 1804, dans une cour de justice écossaise pour condamner des tanneurs ayant altéré une rivière par leurs rejets, par les expressions pollution of the stream et pollution of water ».
C'est à l’époque de l’industrialisation massive du continent européen que le concept moderne du déchet en tant que surplus indésirable destiné à être absorbé par une nature-dépotoire est apparu. Cette apparition du concept de déchet est liée à la compréhension moderne de la pollution en tant que profanation de la Création, puis de la nature dans une vision sécularisée, par la production, vue comme à la fois excessive et indispensable, de matière qualifiée de déchet.
La pollution est d'origine humaine (on parlera de pollution anthropique) ou non-humaine (ex. rejet de méthane des ruminants). Par extension, le mot englobe parfois les conséquences de phénomènes géologiques comme une éruption volcanique.
Le Dictionnaire de l'environnement. Les termes normalisés de l'AFNOR définit le polluant comme un agent altéragène biologique, physique ou chimique, qui au-delà d'un certain seuil, et parfois dans certaines conditions (potentialisation), développe des effets négatifs sur tout ou partie d'un écosystème ou de l'environnement en général.
Il est question de « pollution diffuse » lorsque les sources polluantes sont multiples (pots d'échappement, épandage de pesticides…), et de « pollution chronique » lors d'émissions répétées ou constantes de polluant, et parfois lorsqu'un polluant est très rémanent.
La notion de pollution appelle donc celle de contamination d'un ou plusieurs composants des écosystèmes (air, eau, sol), d'un organisme (qui peut être l'être humain) ou d'un groupe d'organismes, ou ayant une incidence sur l'écosystème, au-delà d'un seuil ou norme. La contamination peut notamment s'étendre ou se modifier via le réseau trophique (chaîne alimentaire) (bioconcentration, bioturbation).
La pollution est maintenant considérée par l'ONU comme la neuvième limite planétaire, « d’une part, en raison de ses effets néfastes sur le développement physiologique de l’homme et sur le fonctionnement des écosystèmes ; d’autre part, car elle agit comme une variable lente qui affecte d’autres limites planétaires. En effet, la pollution chimique peut avoir des répercussions sur la limite « érosion de la biodiversité » en réduisant l’abondance des espèces et en augmentant potentiellement la vulnérabilité des organismes à d’autres menaces (changement climatique). Elle interagit également avec la limite « changement climatique » par les rejets de mercure dans l’environnement (via la combustion du charbon) et par les émissions de CO ₂ dues aux produits chimiques industriels (dérivés du pétrole) ». D'abord définie en 2009 comme « pollution chimique » (Rockström et al. ), induite par les éléments radioactifs, les métaux lourds et de nombreux composés organiques d’origine humaine présents dans l’environnement.
Ce modèle conceptuel a été renommé : « introduction d’entités nouvelles dans la biosphère », et redéfini en 2015,, couvrant toutes les nouvelles substances et formes de substances nouvelles ou existantes ainsi que les formes de vie modifiées susceptibles d'avoir des effets indésirables sur les écosystèmes, les organismes vivants et la santé. Selon le CGDD (2019) « L'introduction anthropique de ces entités dans l’ environnement est d’autant plus préoccupante à l’échelle mondiale qu’elles sont persistantes, se déplacent et s’étendent sur de grandes échelles géographiques ». Les nanomatériaux et divers polymères posent des questions encore sans réponses en matière de santé environnementale. Certaines émissions d'origine anthropiques (chlorofluorocarbures, CO2) bien que faiblement présents dans l'air ont des effets majeurs sur la couche d'ozone stratosphérique et le climat.
La science qui étudie les pollutions est la molysmologie.
La pollution, en tant que pratique sociale régulée et tolérée par les industries et les administrations, est liée au colonialisme en ce qu’elle constitue une dépossession des habitants d’un pays, par laquelle en dessous d’un certain seuil, dont la fixation revient à une classe de savants, la nature se voit assignée un rôle d’absorption des déchets.

## Histoire de la pollution

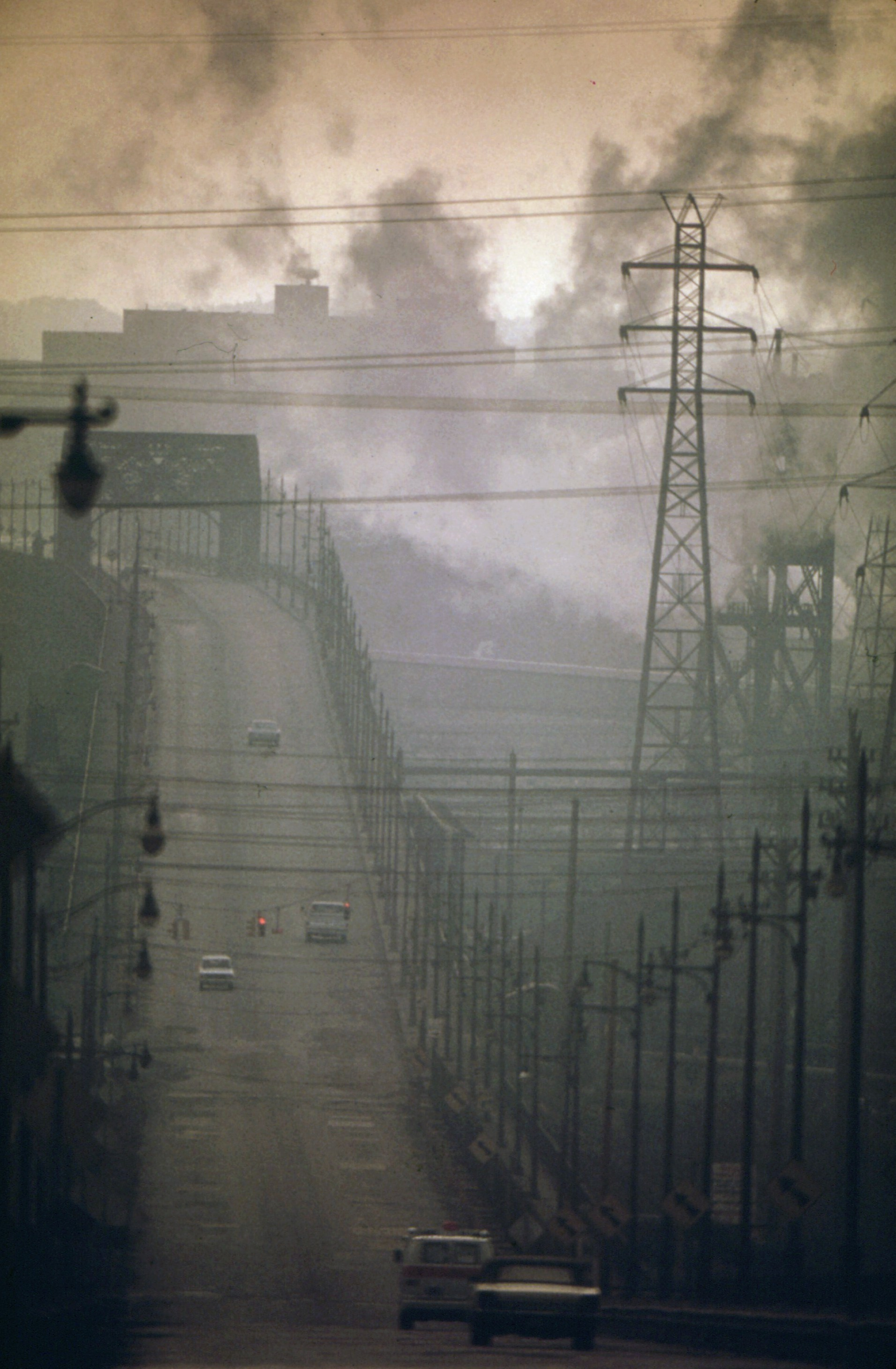
Pollution aérienne aux États-Unis, 1973

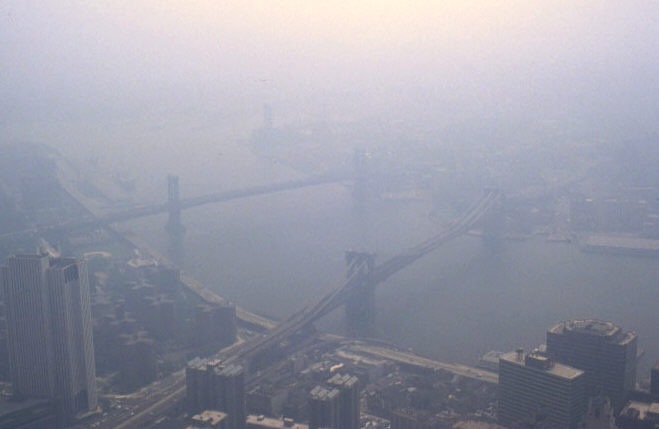
Smog à New York.

La qualité de l’air intérieur a été dégradée dès la préhistoire, avec la maîtrise du feu : « la suie trouvée sur le plafond des grottes préhistoriques est une preuve évidente de ce que les foyers entraînaient un niveau élevé de pollution de l’air intérieur faute d'une ventilation suffisante ».
La métallurgie de l'âge du bronze, puis de l'âge du fer, a marqué un tournant dans le rejet anthropique de matières dans l'environnement extérieur. Les carottages des glaciers du Groenland ont révélé un accroissement des rejets de matière associé à la métallurgie des Grecs, des Romains et des Chinois. Mais à cette époque, les quantités émises se jouaient sur une échelle différente de l’époque industrielle, et n'avaient pas de conséquences environnementales significatives.
En Angleterre, Édouard Ier édicta en 1272 une proclamation interdisant l'usage de la houille bitumineuse à Londres, alors d'usage très courant, après que la fumée que produisait son usage massif soit devenu insupportable,.
Le développement des métropoles européennes aggrava les problèmes de gestion des excréments humains et équins. Londres connut ainsi un cas de contamination de l'eau avec la Grande Puanteur de 1858, qui entraîna la construction d'égouts à grande échelle et une nouvelle politique appelée « révolution sanitaire », et le mouvement hygiéniste. Berlin était dans une situation similaire en 1870, comme en témoigne August Bebel :
« Les eaux usées sortent des maisons pour couler dans les caniveaux, dégageant une puanteur épouvantable. Il n'y a pas de toilettes publiques dans les rues ; les gens de passages, et particulièrement les femmes, sont souvent sans ressource quand la nature rappelle ses exigences. Dans les bâtiments publics, les installations sanitaires étaient incroyablement primitives. En tant que métropole, ce n'est qu'après 1870 que Berlin est passée de la barbarie à la civilisation ».
C'est la révolution industrielle qui a initié la pollution à l’échelle à laquelle est pratiquée aujourd’hui. La combustion massive de charbon amena la pollution de l'air à des niveaux sans précédent, les industries déchargèrent leurs effluents chimiques et leurs déchets sans traitements particuliers, polluant les cours d'eau, les nappes phréatiques et les sources d'eau potable.
En Amérique, Chicago et Cincinnati furent les deux premières villes à passer des réglementations pour lutter contre la pollution de l'air. Vers le milieu du XXe siècle, le smog provoqué par les échappements automobiles était devenu un problème majeur dans des villes comme Los Angeles, ou Donora. Londres connut son pire épisode de pollution atmosphérique avec le Grand Smog de 1952, dont on estime qu'il a pu faire 12 000 morts.
D'autres catastrophes environnementales dues à de la pollution chimique massive conduisirent à une sensibilisation croissante de l'opinion : scandale de Love Canal, intoxications massives au mercure de Minamata au Japon, etc.
C'est à la suite de tels événements que la préoccupation environnementaliste se développa, et que des lois et conventions internationales furent développées pour lutter contre la pollution.

## Origines des pollutions

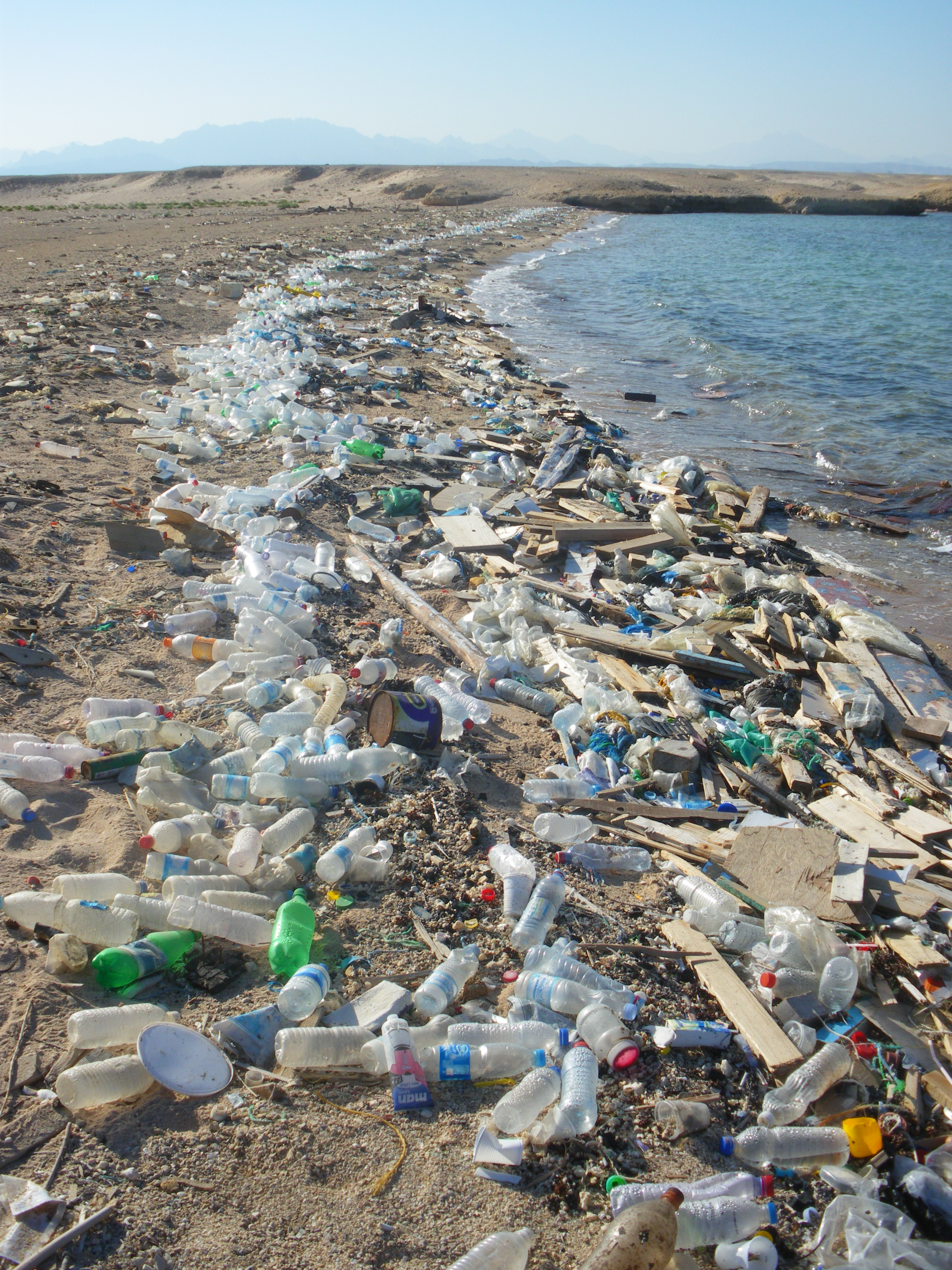
Plage polluée de bouteilles en plastique sur les rives de la Mer Rouge en Égypte.

Les pollutions d'origine humaine, dites aussi anthropiques, ont de nombreuses formes en pouvant être locales, culturelles, ponctuelles, accidentelles, diffuses, chroniques, génétiques, volontaires, involontaires, etc.
Cette pollution est une diffusion directe ou indirecte dans l'environnement de polluants. Ce sont souvent des sous-produits involontaires d'une activité humaine, comme les émissions des pots d'échappement ou des installations de combustion. Les déchets de produits de consommation courante (emballages, batteries usagées) jetés sans précautions dans l'environnement biophysique et dans l'environnement humain, constituent également une source de pollution très fréquente. Il peut aussi s'agir de phénomènes physiques (comme la chaleur, la lumière, la radioactivité, l'électromagnétisme, etc.).
Le caractère impur ou malsain est généralement relatif car dépendant de la dose, de la durée d'exposition, d'éventuelles synergies, etc. Il est relatif :
- soit à leur nature de « poison » pour l'Homme ou l'environnement (exemple : mercure de la baie de Minamata ; smog londonien généré par la combinaison d'un phénomène climatique naturel et d'émissions causées par le chauffage urbain) ; par extension, le simple caractère désagréable, même sans danger, peut suffire à invoquer le qualificatif de pollution là où le mot « nuisance » est souvent préféré,
- soit à leur nature tératogène (provoquant des malformations chez les nouveau-nés), même non associée à un caractère toxique,
- soit à leur nature de perturbateur endocrinien,
- soit, en dépit de leur caractère non directement toxique pour l'homme et les êtres vivants, à leur capacité éventuelle à changer ou perturber le fonctionnement d'un écosystème ou de la biosphère,
- soit en détruisant la vie (exemple : insecticides) ou ses conditions (exemple : chlorofluorocarbures détruisant la couche d'ozone),
- soit au contraire en surfavorisant certaines expressions (exemple : nitrates ou phosphates agricoles, favorisant une flore nitrophile au détriment des autres espèces, voire l'eutrophisation ou la dystrophisation des zones humides, baies marines, évoluant vers des zones mortes dans les cas les plus graves),
- Il peut aussi s'agir d'introduction d'espèces ou de pollution génétique pouvant perturber le fonctionnement des écosystèmes, c'est-à-dire l'introduction d'espèces ou de gènes dans un biotope d'où ils étaient absents (p. ex. rat musqué ou OGM) ou de pollution par des gaz à effet de serre tels que le gaz carbonique ou le méthane, cf. infra.

Des pollutions d'origine environnementale peuvent être dues :
1. aux conséquences directes ou indirectes de catastrophes naturelles, tels que le volcanisme ;
2. à une pollution liée à des phénomènes naturels, tels que les éruptions solaires ;
3. à une pollution d'un captage d'eau potable par un animal qui fera ses besoins à proximité, ou qui serait mort et en décomposition dans l'eau ;
4. à la production de toxines lors du phénomène d'efflorescence algale.

## Milieux pollués
Parmi tous les polluants existants, il faut annoter que certains d'entre eux sont beaucoup plus nocifs que les autres, soit :
- selon leur toxicité ;
- selon leurs persistances dans les différents compartiments de l'environnement ;
- selon leurs concentrations locales ou globales, dans n'importe quel compartiment ;
- selon la possibilité de traitement, qui est différente et variable d'un polluant à un autre ;

Parmi ces substances nocives, on y retrouve généralement des composés tels que les POP (polluants organiques persistants), les PCB (polychlorobiphényls) et les métaux lourds.

### Pollution de l'air

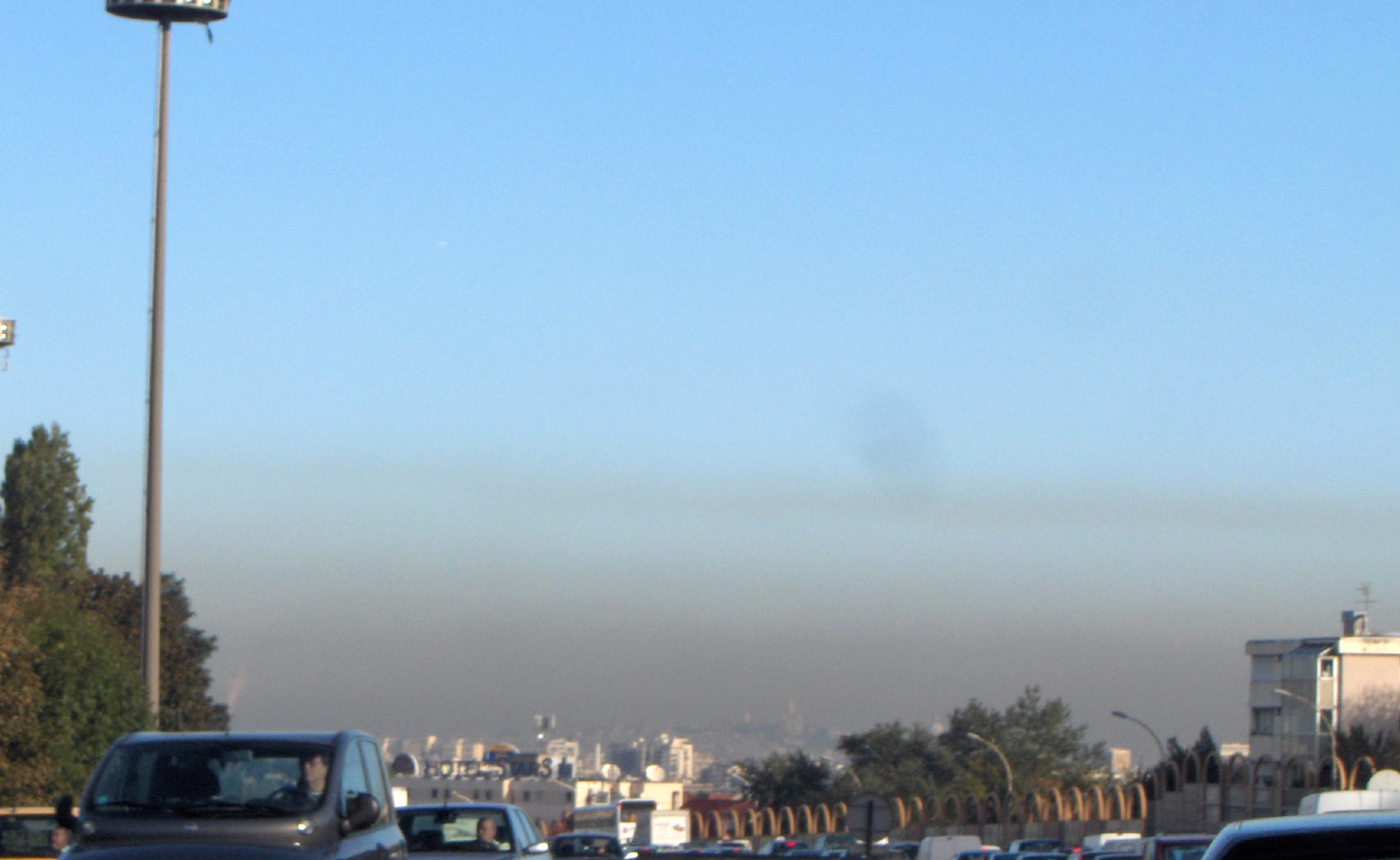
Pollution atmosphérique au-dessus de Paris.

La pollution de l'air, provoquée par des polluants dits atmosphériques est souvent diffuse et donc plus délicate à réglementer efficacement dans un cadre local ou national que beaucoup d'autres formes de pollutions (de même pour les pollutions marines). Des conventions mondiales visent les polluants destructeurs de la couche d'ozone ou les gaz à effet de serre (tous capables de modifier le fonctionnement planétaire du monde vivant). Elle intègre la pollution biologique induite par des taux anormaux ou anormalement allergènes de microbes, virus, pollens ou de spores fongiques. Les effets allergènes (rhinite, conjonctivite, asthme) de ces particules biologiques sont en augmentation, et ils semblent souvent exacerbés par les polluants urbains, routiers et de l'industrie.
Une mauvaise qualité de l'air peut tuer de nombreux d'organismes polluo-sensibles et causer des morts prématurées, via notamment des complications respiratoires, des maladies cardiovasculaires. Elle cause aussi une inflammation de la trachée, des douleurs abdominales et une congestion. Les enfants, les personnes âgées et les personnes ayant des problèmes pulmonaires ou cardiovasculaires y sont beaucoup plus vulnérables. Ainsi, les enfants exposés aux pollutions automobiles développeraient plus facilement asthme, infections ORL, allergies respiratoires et cancers, les enfants en poussette étant particulièrement exposés à ce type de pollution.
Des études estiment à 50 000 le nombre de victimes de la pollution de l'air aux États-Unis. En Europe, la pollution de l'air est à l'origine de plus de 500 000 morts par an.
En mars 2014, une grande partie de la France (30 départements) est en état d'alerte maximale, et Paris est plongé dans une épaisse brume de pollution, au point que la Tour Eiffel n'est presque plus visible. En 2017, l’AEE (Agence européenne pour l’environnement) concluait que 500 000 européens mouraient chaque année prématurément (avant 65 ans) à cause de la pollution de l’air et une autre étude, de la revue médicale The Lancet a porté cette estimation à 6,5 millions de morts pour la planète en 2015. Ce bilan étant selon les auteurs sous-estimé en raison du fait que beaucoup de produits potentiellement toxiques mis sur le marché n'ont jamais subi de tests de toxicité/écotoxicité et d’évaluation en matière de santé environnementale.

### Pollution de l'eau

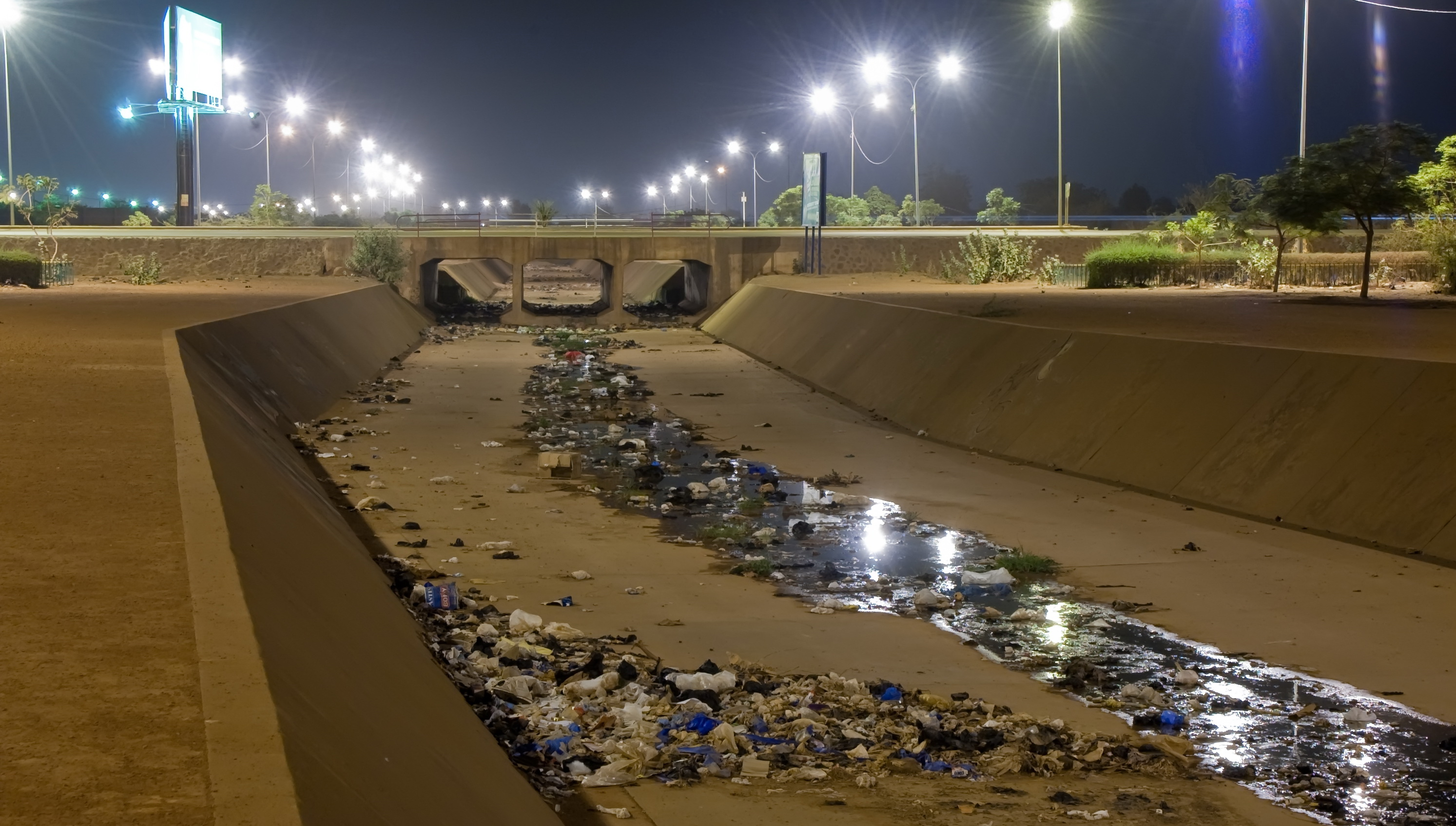
Pollution dans un canal à sec à Ouagadougou (Burkina Faso).

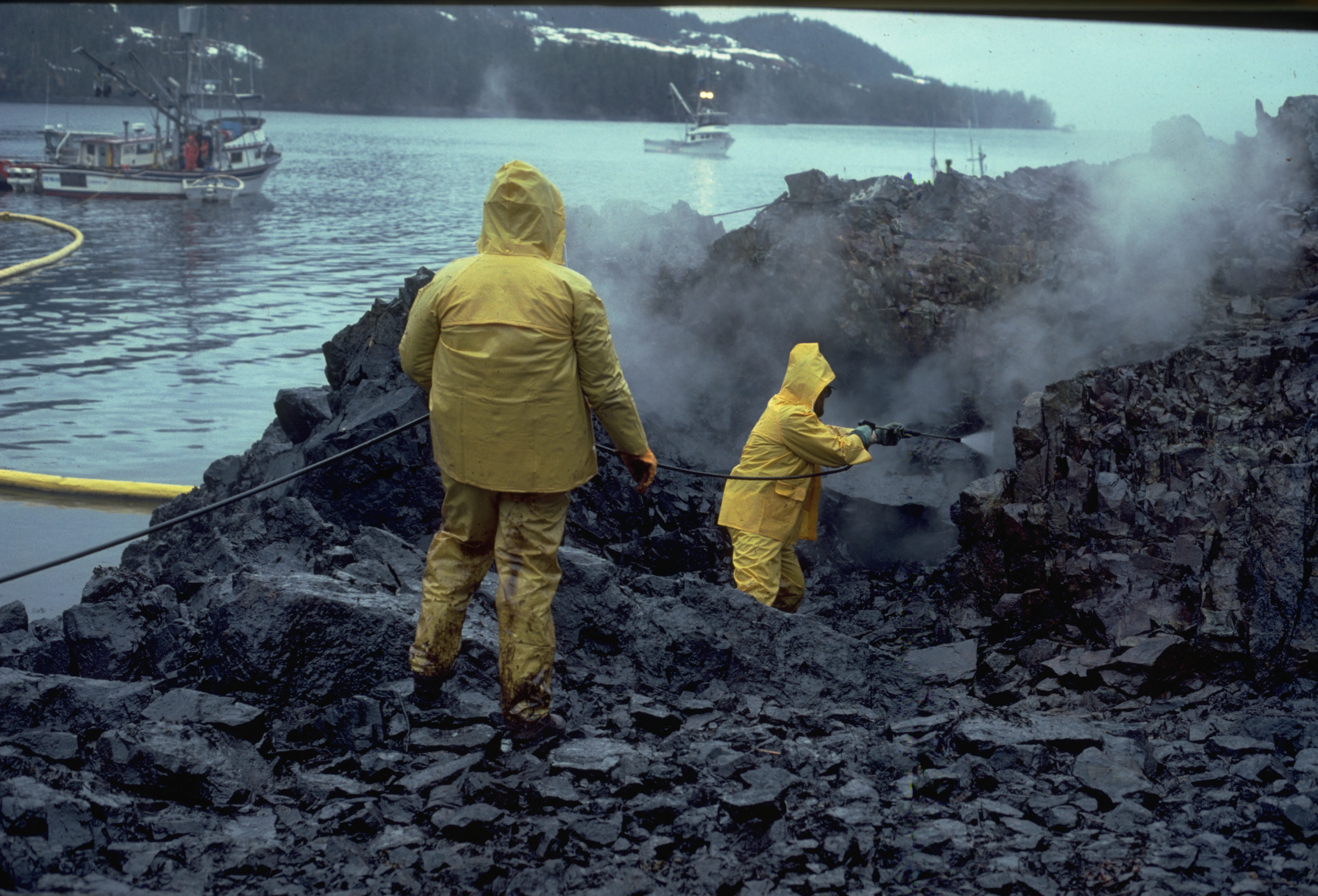
Dépollution après la marée noire de l'Exxon Valdez.

La pollution de l'eau a diverses origines parmi lesquelles :
- l'industrie : dont ses sous-produits sont une des sources de pollution de l'eau parmi les plus importantes. Il s'agit essentiellement des produits chimiques et d'hydrocarbures (par exemple : dégazage en mer, rejet de papeteries, etc.) ;
- l'agriculture : dont l'utilisation excessive de produits chimiques (entre autres avec l'épandage du lisier) qui finissent soit dans les nappes phréatiques soit dans les cours d'eau par ruissellement ;
- l’automobile :dont les rejets d'hydrocarbures (carburants imbrûlés, huile, etc.) finissent dans les cours d'eau s'ils ne sont pas captés et recyclés correctement ;
- les eaux usées : si elles ne sont pas traitées correctement, peuvent être une source de pollution de l'eau. Dans la plupart des pays développés comme en France des législations ont été mises en place obligeant à un traitement des eaux usées, afin de réduire ce type de pollution. La pollution des eaux cause 14 000 décès par jour, pollution principalement la conséquence de mauvais traitements des eaux usées dans les pays en voie de développement. Il est estimé que 700 millions d'indiens n'ont aucun accès à l'hygiène et qu'un millier d'enfants meurt chaque jour de diarrhée infectieuse[30]. Près de 500 millions de Chinois n'ont aucun accès à de l'eau potable[31].

En 2009, l'Association Santé Environnement France et le Fonds mondial pour la nature ont mené une étude sur l'imprégnation aux PCB des riverains du Rhône. Les conclusions du rapport ont mis en évidence un lien entre la consommation de poissons ainsi que le lieu de vie et le niveau d’imprégnation aux PCB.

### Pollution des sols
La pollution du sol peut être diffuse ou locale, d'origine industrielle, agricole (utilisation excessive d'engrais, de pesticides, etc. qui s'infiltrent dans les sols). Ces pollutions agricoles peuvent avoir plusieurs conséquences sur la santé humaine en contaminant par bioaccumulation ou diffusion par ruissellement.

## Types de pollution

### Pollution chimique
La pollution chimique est provoquée par la présence dans l'environnement de substances chimiques qui, normalement, sont absentes ou s'y trouvent en très faible quantité. L'intoxication au mercure est, par exemple, lié à des déficits développementaux chez les enfants et à des symptômes neurologiques.

### Pollution électromagnétique
La pollution électromagnétique correspond à l'exposition excessive, ou chronique, d'êtres vivants, ou d'appareils, à des champs électromagnétiques soupçonnés d'affecter leur santé, leur reproduction ou leur fonctionnement. Le risque dépend essentiellement de la puissance des champs électromagnétiques, des fréquences émises et de la durée d'exposition.

### Pollution sonore
La pollution sonore est souvent négligée, c’est la forme de pollution qui peut être aussi nuisible pour notre environnement. La pollution sonore en provenance de voitures et de l’industrie peuvent avoir un effet négatif sur l’écosystème. Elle est subie par des animaux, puisqu'effrayés, ils sont susceptibles de changer leurs habitats préférés.
La pollution sonore n’est pas seulement sur terre, mais aussi dans nos océans, principalement en raison des forages en mer excessifs. Les espèces de la mer, tels que les dauphins et les baleines, sont parmi les espèces les plus touchées, car elles s’appuient largement sur leur sens de l'audition, la pollution sonore peut donc modifier leurs activités quotidiennes telles que la chasse et la navigation, ce qui peut conduire à réduire les espèces.
La pollution sonore cause une perte d'audition, de l'hypertension, du stress et des troubles du sommeil[Combien ?].

### Pollution lumineuse
L'éclairage nocturne perturbe les animaux qui vivent la nuit (y compris en désorientant les oiseaux pendant leurs migrations), mais aussi le cycle végétatif des plantes (la perturbation du cycle jour-nuit modifie la germination et la floraison par exemple).
L'origine de ces pollutions est principalement l'éclairage public, notamment des agglomérations, mais aussi de certains axes de transports (autoroutes en Belgique par exemple) ; mais de nouvelles sources de pollution lumineuse sont apparues ces dernières décennies, comme l'éclairage nocturne des serres maraîchères où la croissance des végétaux est accélérée par les lumières artificielles LED (par exemple, plus de 150 000 tonnes de tomates ont été ainsi produites en Bretagne en 2021 dans de gigantesques serres, comme à Plouescat et Cléder dans le Finistère ou à La Chapelle-des-Fougeretz près de Rennes).

## Conséquences sur la santé des espèces

### Conséquences sur la santé humaine

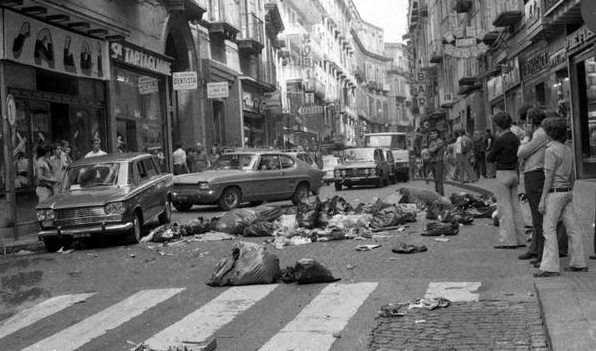
Déchets ménagers dans les rues de Naples lors de l'épidémie de choléra en 1973.

Selon les estimations de l'Organisation mondiale de la santé, 12,6 millions de personnes sont décédées en 2012 du fait d’avoir vécu ou travaillé dans un environnement insalubre, soit près d’un quart des décès dans le monde. Les facteurs de risque environnementaux, tels que la pollution de l’air (8,1 millions de décès), de l’eau et des sols, l’exposition aux substances chimiques, le changement climatique ou le rayonnement ultraviolet, contribuent à la survenue de plus de 100 maladies ou traumatismes. Les accidents vasculaires cérébraux (2,5 millions de décès par an), les cardiopathies (2,3 millions), les cancers (1,7 million) et les affections respiratoires chroniques (1,4 million) représentent aujourd’hui près des deux tiers des décès liés à des causes environnementales. On constate une baisse du nombre de décès entraînés par des maladies infectieuses, telles que les maladies diarrhéiques et le paludisme, souvent liées au manque d’eau, au défaut d’assainissement et à la mauvaise gestion des déchets. Cette baisse s’explique principalement par une amélioration de l’accès à l’eau potable et aux moyens d’assainissement. Ces décès sont surtout concentrés dans les régions de l'Asie du Sud-Est (3,8 millions), du Pacifique occidental (3,5 millions) et de l'Afrique (2,2 millions).

#### Morts prématurées
Un rapport publié en octobre 2017 dans la revue The Lancet évalue le bilan des maladies dues à la pollution à 9 millions de morts prématurées, soit 16 % de l'ensemble des décès survenus dans le monde en 2015, soit 15 fois plus que les décès dus aux conflits qui ont sévi sur la planète cette année-là. La pollution de l'air est responsable de 6,5 millions de décès (maladies cardiaques, AVC, cancers du poumon et bronchopneumopathies chroniques) ; la pollution de l'eau causerait pour sa part la mort de 1,8 million de personnes par maladies gastro-intestinales et infections parasitaires, et la pollution sur le lieu de travail abrégerait la vie d'environ 800 000 personnes, du fait de leur exposition à des substances toxiques ou cancérigènes, chiffre probablement en dessous de la réalité, selon le rapport. À elles seules, l'Inde et la Chine représentent près de la moitié du total mondial des morts par pollution, avec respectivement 2,5 millions et 1,8 million de décès. Une étude publiée dans « The Lancet Planetary Health » en 2022 conclut que le nombre de décès prématurés attribuables à la pollution reste stable entre 2015 et 2019 : 9 millions. Les décès attribuables aux formes dites anciennes de pollution (utilisation du charbon pour se chauffer ou cuisiner, accès limité à l’eau potable…), liés à des conditions de vie insalubres, ont reculé, en particulier en Afrique, depuis le début du siècle. Mais ces progrès, dus essentiellement à des politiques hygiénistes, sont annihilés par l’augmentation des décès imputables aux formes plus « modernes » de pollution (pollution aux particules fines ou chimique) : avec 6,3 millions de morts en 2019, ils ont crû de 7 % en quatre ans et de plus de 66 % depuis 2000 (environ 3,8 millions).
Globalement, plus de 7 millions de morts étaient attribuables en 2012 aux effets des pollutions de l'air extérieur et domestique, et les régions de l'Asie et du Pacifique sont les plus touchées. Au moins 656 000 individus meurent prématurément chaque année en Chine à cause de la pollution de l'air. En Inde, elle causerait 527 700 décès par an.
Il est estimé que 700 millions d'Indiens n'ont aucun accès à l'hygiène et qu'un millier d'enfants meurent chaque jour de diarrhée infectieuse.

#### Troubles de l'activité cérébrale
Les hydrocarbures aromatiques polycycliques (produits de la combustion des hydrocarbures) seraient responsables d'un ralentissement de l'activité cérébrale (réduction de la substance blanche dans le cerveau des enfants).

#### Conséquence sur la reproduction humaine
En 2017, une équipe de chercheurs chinois et taïwanais met en évidence un lien entre l'exposition aux particules fines présentes dans l'air et la qualité des spermatozoïdes humains. L'étude est selon les chercheurs qui l'ont menée peu fiable, car comportant de nombreux biais environnementaux.

#### Conséquence psychologique
Le philosophe australien Glenn Albrecht a montré que les changements environnementaux, d'une manière générale, ont un effet psychologique, qu'il appelle par le néologisme solastalgie, ou écoanxiété.

### Conséquences sur les espèces animales
Les animaux, ou la faune, ne sont pas immunisés contre l’effet de la pollution atmosphérique. Les polluants préoccupants comprennent les pluies acides, les métaux lourds, les polluants organiques persistants (POP) et d’autres substances toxiques.
Pour mieux comprendre cet effet, il est important de se rappeler que les animaux comprennent une grande variété d’espèces, comme les insectes, les vers, les mollusques, les poissons, les oiseaux et les mammifères, dont chacune interagit différemment avec son milieu. Par conséquent, l’exposition et la vulnérabilité de chaque animal aux effets de la pollution atmosphérique peuvent aussi être différentes.
La pollution atmosphérique peut être préjudiciable à la faune de deux principales façons :
- elle détériore la qualité de l’environnement ou de l’habitat où les animaux vivent ;
- elle diminue la disponibilité et la qualité de l’approvisionnement alimentaire.

## Lutte contre la pollution

### Conventions internationales et réglementations
Plusieurs conventions internationales portent sur les pollutions marines, animées par les commissions OSPAR et HELCOM notamment.
La Commission européenne a présenté le 9 février 2007 un projet de directive visant à condamner de manière uniforme au sein de l'Union européenne les crimes environnementaux. Actuellement (février 2007), la définition varie fortement d'un État membre à l'autre, avec des sanctions jugées souvent « insuffisantes » par la Commission. Franco Frattini, le Commissaire chargé de la Justice, à la liberté et à la sécurité a déclaré que 73 % des « crimes verts » sont causés par les entreprises, il fallait donc les pénaliser plus fortement. C'est ainsi que des amendes allant de 750 000 euros à 1,5 million d'euros peuvent être infligées, ainsi que pour les personnes, des peines de prison allant de 5 à 10 ans.
Les crimes pris en compte par ce projet sont notamment : émissions illicites de substances dangereuses, transport illicite de déchets et commerce illicite d'espèces menacées.

### Définition légale
D'un point de vue législatif, dans la plupart des pays, le mot « pollution » qualifie la contamination d'un milieu par un agent polluant au-delà d'une norme, seuil, loi, ou hypothèse ; il peut s'agir de la présence d'un élément, de chaleur ou rayonnement dans un milieu ou dans un contexte où il est normalement absent à l'état naturel. Généralement, néanmoins, ce n'est pas simplement la présence mais plutôt la surabondance de l'élément dans un milieu où il est naturellement en équilibre (par exemple, un métal lourd fixé dans les complexes argilohumiques et peu biodisponible) ou présent en plus faible quantité qui crée la pollution.
Selon l'article 1 de la Convention internationale OSPAR : « on entend par "pollution" : l'introduction par l'homme, directement ou indirectement, de substances ou d'énergie dans la zone maritime, créant ou susceptibles de créer des risques pour la santé de l'homme, des dommages aux ressources biologiques et aux écosystèmes marins, des atteintes aux valeurs d'agrément ou des entraves aux autres utilisations légitimes de la mer. »
La législation européenne définit la pollution comme « l'introduction directe ou indirecte, par suite de l'activité humaine, de substances ou de chaleur dans l'air, l'eau ou le sol, susceptibles de porter atteinte à la santé humaine ou à la qualité des écosystèmes aquatiques ou des écosystèmes terrestres dépendant directement des écosystèmes aquatiques, qui entraînent des détériorations aux biens matériels, une détérioration ou une entrave à l'agrément de l'environnement ou à d'autres utilisations légitimes de ce dernier » et un polluant comme « toute substance pouvant entraîner une pollution, en particulier celles figurant sur la liste de l'annexe VIII ». Ces définitions abordent le problème de l'eau et évitent celui des sols qui sera traité par le biais de la directive sol.

### Marquage environnemental
De ce point de vue, en l'absence d'effet sur la santé ou sur le fonctionnement des écosystèmes marins, il n'y a pas de pollution au sens légal du terme (mais l'environnement peut être plus ou moins « marqué », de manière détectable, par des substances dont on sait par ailleurs qu'elles sont potentiellement polluantes à forte dose).
En France, dans le domaine juridique, pour les produits soumis à des normes ou seuils, on ne devrait donc théoriquement parler de pollution que dans le cas de dépassement des seuils ou normes, ces seuils étant eux-mêmes fixés en fonction de l'effet biologique que les substances considérées peuvent avoir. Ceux-ci sont listés dans un rapport de l'Institut national de l'environnement industriel et des risques (INERIS) qui rapporte des valeurs dans un même milieu avec des unités identiques, ce qui n'est pas toujours le cas dans les textes réglementaires. Les valeurs, en vigueur au 1er mars 2006, y sont données pour information. Il convient donc après cette date de vérifier qu'elles n'ont pas été modifiées ou abrogées, et de systématiquement se référer aux textes originaux.
Inversement, en France, en l'absence de loi ou de normes spécifiques aux pollutions anciennes liées aux séquelles de guerre, des territoires que l'on sait très fortement contaminés (les forêts de la Zone rouge de Verdun par exemple) ne sont pas officiellement reconnues comme polluées[réf. nécessaire]. Aucune recommandation concernant les produits alimentaires issus de ces sols ne semble jamais avoir été émise par les autorités[réf. nécessaire] préfectorales ou ministérielles. Ceci vaut pour les champignons qui peuvent fortement accumuler les métaux lourds, mais aussi pour les sangliers.

### Recherche des sources, causes ou responsabilités
Depuis très longtemps, la justice ou les autorités cherchent en cas de pollution grave ou chronique à identifier les causes et les responsables.
Au XXe siècle, les méthodes d'Investigation environnementale, parallèlement à l'évaluation environnementale se sont développées (en France, souvent sous l'égide des DRIREs (devenues DREALs) et des Agences de l'Eau depuis que ces entités existent.
Alors que le droit de l'environnement se développe, et sur le modèle anglophone du mot forensic, on parle maintenant de « forensie environnementale » pour décrire les enquêtes et méthodes mobilisées par les experts appelés à chercher des preuves et des faits scientifiques utilisables devant un tribunal.

### Associations
Selon le type de pollution, il existe différentes associations qui agissent au quotidien : soit par des études scientifiques, soit par des mesures quotidiennes, soit par des actions locales, ou soit par de la prévention.
On peut citer le projet CERPA, de l'AASQA qui mesure la qualité de l'air, et qui publie régulièrement des études scientifiques sur le sujet. Ou encore, l'Association française de protection des plantes qui délivre des conseils recommandant l'utilisation de certains herbicides face à ceux composés de glyphosate.
Il arrive que des associations dont le but premier n'est pas l'environnement ou la pollution effectue ce genre de taches, comme l'Association Française des Capitaines de Navires, qui effectue des mesures de la pollution liée aux Marée Noire, et aux déchets d'hydrocarbures lors de transports maritimes.
Au niveau des actions locales, des nettoyages citoyens sont régulièrement organisés par des associations plus ou moins grandes, tels que Surfrider Foundation Europe et Let's do it! World.
L'Association santé environnement France (ASEF) donne des conseils pour lutter contre la pollution intérieure et protéger sa santé avec son petit guide vert du bio-air intérieur.

## Mesure
Des atlas ou cadastres des pollutions se mettent peu à peu en place aux échelles communales à mondiales pour certains polluants, concernant les émissions et/ou les pollutions de stock.
L'Europe dispose ainsi d'un registre européen des émissions polluantes (Eper) couvrant cinquante polluants (eau et air uniquement), émis par les principales (grandes et moyennes) installations industrielles. Il a permis de conclure[source insuffisante] mi 2007 à un « bilan mitigé ». Si on observe une diminution de deux tiers des cinquante polluants industriels suivis, notamment azotés dans l'eau (-14,5 % dans l'eau), phosphore (-12 % dans l'eau) et dioxines et furanes (-22,5 % dans l'air) ; ces améliorations sont contrebalancées par une hausse des émissions de certains polluants dont le CO2 que la commission espérait réduire grâce à l'introduction du système communautaire d'échange de quotas d'émission.
L'Eper sera en 2009 remplacé par un Registre européen des rejets et des transferts de polluants (PRTR européen) construit à partir des données de 2007, cette fois pour plus de 91 substances d'industries dans 65 domaines d'activité. Et les émissions diffuses du trafic autoroutier, chauffage domestique et l'agriculture y seront ajoutées.
En France, il existe un régime de déclaration annuelle obligatoire de certaines émissions polluantes et des déchets (par exemple, pour les installations classées pour la protection de l'environnement et les exploitants de station d'épuration d'eaux urbaines.
Au niveau local, des Samu de l'environnement se créent en France, dont l'objectif principal est de fournir des laboratoires mobiles capables de mesurer rapidement et sur site pollué plusieurs centaines de paramètres physico-chimiques et biologiques.
la pollution biotique est encore mal mesurée.

### Rôle des indicateurs
L'étude des répercussions d'un polluant relève du domaine de l'écotoxicologie. Il est cependant difficile de mesurer les conséquences de polluants multiples agissant en synergies, comme cela est le cas par exemple pour le syndrome d'effondrement des colonies d'abeilles. L'application de l'écotaxe ou du principe pollueur-payeur a nécessité que l'on crée des indices de pollution et bioindicateurs. L'une des unités retenues en France est le métox, mais uniquement pour huit polluants de type métaux et métalloïdes (arsenic, cadmium, chrome, cuivre, mercure, nickel, plomb et zinc).

### Les 10 sites les plus pollués au monde
La Croix verte internationale, en collaboration avec le Blacksmith Institute, a rendu un rapport en 2013, concernant les 10 sites les plus pollués au monde, se trouvant dans 8 pays. Ces lieux pollués menacent gravement la santé de centaines de milliers de personnes par inhalation directe, ingestion d'aliments ou contact cutané. Parmi ces sites, figurent :
- le fleuve Matenza-Riachuelo en Argentine. Sur 64 km, quelque 5 000 industries déversent leurs déchets entre Buenos Aires et le Rio de la Plata. Plus de 20 000 personnes, la plupart vivant dans des bidonvilles, y respirent des composés organiques volatils (VOC), dont le toluène ;
- les tanneries du cuir au Bangladesh, en particulier à Hazaribagh. 160 000 personnes sont concernées par des installations vétustes ;
- le fleuve Citarum, en Indonésie. Plus de 500 000 personnes, cinq millions indirectement, sont exposées à plusieurs produits chimiques (plomb, cadmium, chrome, pesticides) ;
- les mines d'or de la province de Kalimantan en Indonésie. 225 000 personnes sont exposées au mercure ;
- la décharge géante de matériel électronique d'Agbogbloshie, dans la banlieue d'Accra au Ghana. 40 000 personnes sont exposées à la pollution au plomb, au mercure et au cadmium ;
- la pollution du sol liée au pétrole dans le delta du Niger au Nigeria ;
- les résidus en plomb de l'exploitation de mines (aujourd'hui fermées) à Kabwe, la seconde ville de Zambie ;
- la ville de Dzerjinsk (Russie), centre de l'industrie chimique. Entre 1930 et 1998, quelque 300 000 tonnes de produits chimiques ont été traitées de manière impropre. Des traces de 190 produits toxiques y ont été identifiées dans la nappe phréatique, menaçant quelque 300 000 personnes ;
- la ville de Norilsk, en Sibérie (Russie), par l'extraction du nickel et du cuivre qui provoque une pollution de l'air ;
- la centrale nucléaire de Tchernobyl en Ukraine. Dix millions de personnes sont toujours les victimes potentielles de l'explosion du réacteur nucléaire qui a eu lieu le 26 avril 1986.

## Aspects nationaux

### En France
Selon L'Atlas de la France toxique (2016), les villes françaises les plus polluées sont Marseille, Paris et Lyon. « Marseille est la ville la plus polluée en ce qui concerne les particules fines », « Lyon prend la tête du classement des sites sensibles et contaminés, avec 68 sites représentant un danger sérieux pour la population », « Paris est la ville la plus radioactive avec 36 sites de stockage des déchets nucléaires. Lyon et Marseille se partagent la deuxième place de ce classement, avec 14 sites de stockage des déchets nucléaires ».
Les villes les moins polluées se situent généralement dans l'Ouest de la France : Vannes, Limoges, Brest.
Les zones rurales ne sont pas épargnées du fait notamment de leur utilisation intensive de pesticides.
Une commission d’enquête du Sénat indique que la pollution de l'air représente un coût annuel de 101,3 milliards d’euros.

#### Pollution de l'air
La pollution de l'air a deux origines, l'une interne, l'autre externe :

##### Air extérieur
Les émissions de particules fines en France proviennent du chauffage domestique (34 %), de l'industrie (31 %), de l'agriculture (21 %), et des transports (14 %). Une partie des particules provient aussi de rejet de zones industriels et de centrales à charbon de l'étranger.
En 2000, les particules fines provoquaient 42 000 décès prématurés chaque année dans la population de plus de 30 ans.
En 2016, les décès provoqués par cette pollution liée aux activités humaines (transports ; industrie ; chauffage avec des énergies fossiles comme le fioul ; agriculture, etc.) correspondent à 9 % de la mortalité en France continentale (hors Corse et outre-mer, soit près de 62 millions d'habitants), d'après une étude de Santé publique en France.
« Le fardeau (le poids sanitaire) de la pollution de l'air (48 000 morts par an) se situe au troisième rang, derrière celui du tabac (78 000 morts par an) et de l'alcool (49 000 morts) », souligne le professeur François Bourdillon, directeur général de cet organisme public, selon lequel il s'agit d'une « espèce de mortalité invisible ».
Cette pollution représente « une perte d'espérance de vie pour une personne âgée de 30 ans pouvant dépasser deux ans », souligne l'étude. La perte d'espérance de vie est, en moyenne, plus élevée dans les grandes villes (15 mois et plus), mais elle n'épargne pas les zones rurales (neuf mois).
Le docteur Gilles Dixsaut met en garde contre la pratique du jogging en milieu urbain, en raison de l'hyperventilation pendant l'effort : « La pollution fait diminuer l’espérance de vie des Parisiens de six mois en moyenne, et il est probable que la pratique du sport en milieu pollué augmente les risques de pathologies respiratoires comme les cancers du poumon », estime le médecin, membre du comité stratégique de la Fondation du Souffle contre les maladies respiratoires. « [...] À Paris la place Victor-et-Hélène-Basch (dans le 14e), le boulevard Haussmann (dans le 9e) et les Champs-Élysées (dans le 8e) sont les artères les plus empoisonnées de la capitale ».
Cependant, une étude de 2016 permet de déterminer le seuil en deçà duquel les bienfaits de l'exercice physique restent supérieurs aux méfaits de la pollution de l'air. Ainsi, à Paris, il faudrait pédaler pendant plus de 8 h pour dépasser ce seuil.

##### Air intérieur
Depuis le 1er janvier 2012, les bâtiments accueillant du public doivent contrôler régulièrement les moyens de ventilation et la qualité de l'air intérieur. De nombreuses avancées ont vu le jour notamment dans les habitations grâce à la ventilation mécanique par insufflation qui permettent de réduire considérablement la pollution de l'air intérieur.

#### Sols pollués
La Base de données du ministère de l'Écologie et du Développement durable sur les sites pollués permet d'établir une carte des sols pollués en France.
- L'usage massif des pesticides pollue gravement plusieurs départements français, notamment, selon L'Atlas de la France toxique (2016), l'Aube, la Marne, la Somme, la Gironde, le Pas-de-Calais, etc.[68].
- L'amiante : Selon L'Atlas de la France toxique, l'amiante « tuera entre 100 000 et 200 000 personnes en France dans les quarante prochaines années »[68].
- Les déchets de guerre : « les munitions tirées lors des trois grandes guerres qu’a connues la France (1870, 1914-1918, 1939-1945), mais non explosées, qui dorment dans les forêts, les champs et autres lacs, grottes et gouffres »[68].
- Les anciens sites miniers non ou mal dépollués : un exemple parlant de pollution minière (qui se perpétue après la fermeture du site) est celui de Saint-Félix-de-Pallières et de Thoiras, aux abords du Parc national des Cévennes, scandale analysé de manière détaillée par RFI[69].
- Les anciennes friches industrielles : de nombreux écoquartiers en France sont édifiés sur d'anciennes friches industrielles ou d'anciennes décharges (vendues à bas prix). Le documentaire télévisuel « Pollution des sols, le scandale caché », se penche notamment sur le cas de Limeil-Brévannes, commune qui présente un écoquartier, et montre que les entreprises de dépollution dépolluent très superficiellement les sols, en les grattant, puis posent une toile isolante, avec 50 cm ou 1 mètre de terre propre au-dessus. Les experts privés qui valident le travail de dépollution sont payés par l'entreprise qui a effectué cette dépollution ; il n'y a pas de contre-expertise. Enfin, à Limeil-Brévannes, l'entreprise qui avait entrepris la dépollution du site avait recommandé d'interdire aux futurs propriétaires de consommer les produits de leur jardin, cependant cette recommandation n'a jamais figuré dans les contrats de propriété. Le préfet a rejeté la requête de la maire de Limeil-Brévannes qui souhaitait conduire une enquête épidémiologique[70].

#### Eaux polluées
La loi no 92-3 sur l'eau du 3 janvier 1992 vise une gestion globale de la ressource en eau et des milieux aquatiques. Elle s'appuie sur des principes de partage de cette ressource entre les usagers et de protection des écosystèmes. Elle soumet à un régime de déclaration et d'autorisation (selon le même principe que la réglementation sur les I.C.P.E) certaines installations, ouvrages et travaux entraînants un prélèvement sur les eaux superficielles ou souterraines, une modification du niveau ou du mode d'écoulement des eaux ou un rejet. La mission interservice de l'eau (MISE), regroupement départemental des services de l'État (DDASS, DDAF, DDE, DRIRE, DIREN…) est chargée d'assurer la police de l'eau.
Afin de permettre une gestion équilibrée de l'eau, la France a été découpée en six bassins versants hydrogéographiques principaux. Sur chacun de ces bassins, les modalités de cette gestion sont définies dans un Schéma directeur d'aménagement et de gestion des eaux (SDAGE). Ce document se développe en trois points : un état des lieux des milieux aquatiques, et des ressources ; les objectifs de gestion, de qualité et de quantités à atteindre ; et les mesures à prendre pour satisfaire ces objectifs.
Afin de permettre une gestion plus proche des exigences locales, un outil à l'échelle de plus petites unités hydrogéographiques (sous-bassins) a été mis en place : le Schéma d'aménagement et de gestion des eaux (SAGE).

#### Autres
Dans de nombreux pays, une réglementation sur certaines installations classées vise les installations susceptibles de présenter un danger pour l'environnement, le voisinage ou la personne. Ces installations appelées en France ICPE (installations classées pour la protection de l'environnement), répertoriées dans une nomenclature, sont tenues avant leur mise en activité ou avant un changement ou une diversification de leur activité de présenter au préfet un dossier répertoriant toutes les nuisances qu'elles sont susceptibles de provoquer et les moyens qu'elles comptent mettre en œuvre pour les prévenir et les réparer le cas échéant. Ces activités répertoriées soit simplement déclarées (dépôt du dossier avec récépissé attestant que le dossier est complet et conforme à la législation, soit soumises à autorisation (pour les installations présentant les risques les plus importants).
Des taxes et redevances sont dues pour certaines pollutions, en vertu du principe du pollueur-payeur, qui fait assumer la charge financière de la prévention, de la réduction et de la lutte contre la pollution au pollueur.
Dans cette optique, les équipements et produits polluants sont plus taxés (par des écotaxes) que des produits dits écologiques.

#### Redevance pour pollution diffuse
Une redevance pour pollutions diffuses est par exemple due par les distributeurs de pesticides et de semences préenrobées. Son assiette est basée sur une liste de substances (actualisée annuellement en fonction des évolutions de la connaissance ou de la réglementation).
Les nouvelles listes sont mises en consultation publique par le ministère de l'Environnement, avec le projet d'arrêté d'actualisation. Par exemple en 2016, de nouveaux pesticides (Métobromuron, l'Éthoprophos et le Fenpyrazamine) entrent dans la liste alors que le Phosphure d'hydrogène en sort et que d'autres évoluent dans le classement (ex : le Fluopyram classé CMR passe dans la liste des substances classées en raison de leur danger pour l'environnement alors que l'Imazalil (enilconazole) et le Valifenalate subissent le chemin inverse, selon le projet qui devrait entrer en vigueur le 1er janvier 2017.
Des incitations financières, comme des réductions d'impôts encouragent le développement des énergies renouvelables. Et lors d'une catastrophe écologique (comme une marée noire), le pollueur est censé assumer le nettoyage des zones contaminées.

### En Chine
En Chine, la qualité de l’air ne respecte pas les normes de l’Organisation mondiale de la Santé dans 495 des 500 plus grandes villes du pays ; un cinquième des terres cultivables sont polluées, selon un chiffre officiel longtemps caché par l’État, et très probablement sous-évalué ; la qualité de l’eau est aussi très mauvaise : près d’un tiers des rivières sondées par le ministère de l’Environnement contient des eaux considérées comme dangereuses pour le simple contact avec la peau. Une nouvelle loi de protection de l’environnement a été créée en 2015, avec des amendes quotidiennes, et nettement plus dissuasives qu’auparavant, pour les pollueurs, ainsi que des inspections pour vérifier les émissions de polluants des usines ; 180 sociétés, souvent de grands groupes d’État, se sont vu intimer l’ordre de publier quotidiennement leurs niveaux d’émission de polluants.

## Pour les religions

### Point de vue chrétien

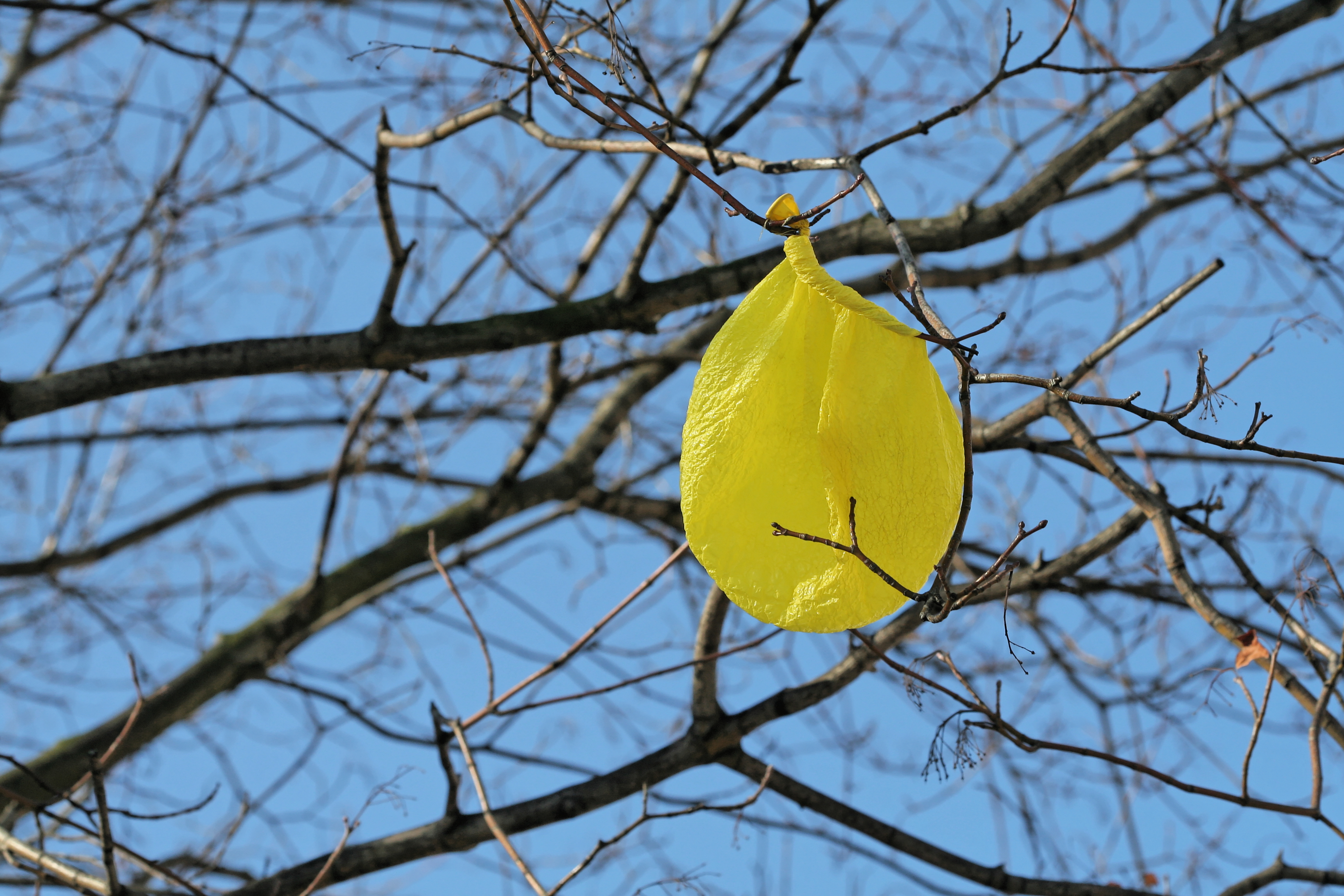
Ce ballon de baudruche en latex synthétique sera difficilement biodégradé dans les branches de cet arbre. Il s'agit donc d'une pollution.

Le patriarche Bartholomée Ier de Constantinople s’est exprimé à plusieurs reprises pour inviter les êtres humains à reconnaître les péchés contre la création : « Que les hommes dégradent l’intégrité de la terre en provoquant le changement climatique, en dépouillant la terre de ses forêts naturelles ou en détruisant ses zones humides ; que les hommes portent préjudice à leurs semblables par des maladies en contaminant les eaux, le sol, l’air et l’environnement par des substances polluantes, tout cela, ce sont des péchés ».
La pollution de l'environnement a été évoquée comme une forme moderne du péché par Gianfranco Girotti, régent de la Pénitencerie apostolique, le 9 mars 2008. Ces nouvelles formes modernes de péché qu'il a citées ne sont néanmoins pas de nouveaux péchés capitaux, Gianfranco Girotti a notamment insisté sur la définition collective du péché, alors que l'accent est traditionnellement mis sur la dimension individuelle : « Alors que le péché concernait jusqu’à présent plutôt l’individu, aujourd’hui, il a une résonance sociale, en raison de la mondialisation »,,.
Pour Paul Ruzoka, évêque de Cigoma en Tanzanie, le « péché contre la terre », est un péché social ou structurel.